# Euphaedra rydoni
Euphaedra rydoni är en fjärilsart som beskrevs av Francis Gard Howarth 1969. Euphaedra rydoni ingår i släktet Euphaedra och familjen praktfjärilar. Inga underarter finns listade i Catalogue of Life.